# Samprati
Samprati foi o terceiro imperador do Império Máuria, dinastia que se estendeu num período de tempo entre o ano de 324 a.C. e o ano 184 a.C. Governou entre o ano 224 a.C. e o ano 215 a.C. Foi antecedido no trono por Dasarata Máuria e sucedido por Saliçuca.

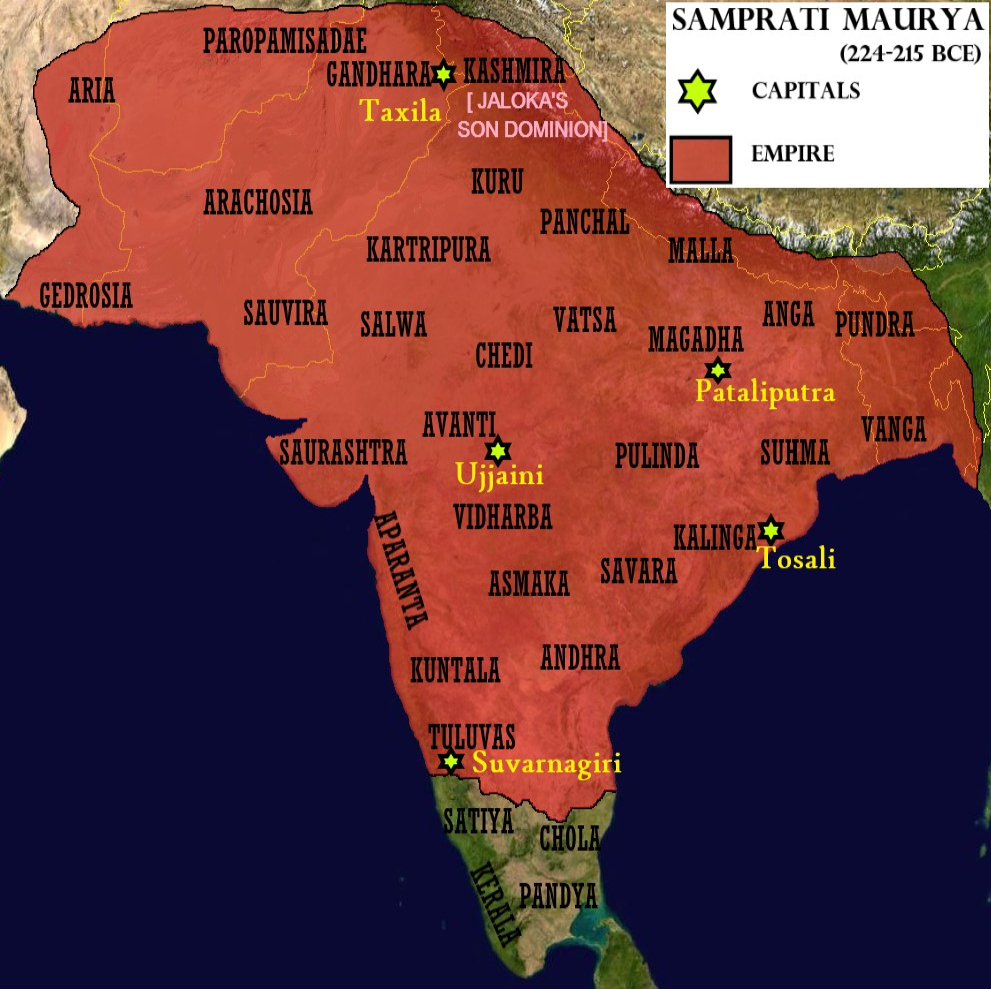
Samprati Maurya Império